# Centre hospitalier Jean Titeca
Pour les articles homonymes, voir Titeca.
Le centre hospitalier Jean Titeca, ou CHJT, est un hôpital psychiatrique de la ville de Bruxelles situé au numéro 11 de la rue de la Luzerne à Schaerbeek.

## Historique
Il est issu de la maison de santé Maeck, ouverte en 1852 sous la direction d'Ernest Maeck, un ancien directeur du Grand Hospice des vieillards de Bruxelles. En 1860, cette maison accueille 14 patients (7 hommes et 7 femmes). Il fut racheté en 1908 par Raoul Titeca. Le Centre neuropsychiatrique de Bruxelles n'accueillait pas plus de 40 pensionnaires avant 1914.